# LG KE970
LG KE970 (LG ME970, LG CU720, LG KG70, nebo LG Shine) je tenký výsuvný mobilní telefon s celokovovým tělem vyráběný firmou LG. Je nástupcem modelu LG Chocolate a druhým telefonem z řady LG Black Label Series. V roce 2008 byl představen jeho nástupce LG Secret.
Shine byl původně určen pro asijský trh pod označením LG Cyon SV420, po jeho úspěchu výrobce rozšířil prodej i na trhy v Evropě, Jižní a část Severní Ameriky. Na trh byly později uvedeny varianty Titanium Black, Andy Lau, Iron Man (jen 21 ks) a Gold Edition.

## Ocenění
- Red Dot Design Award 2007[3]
- Shiny Awards 2007[4]

## Galerie

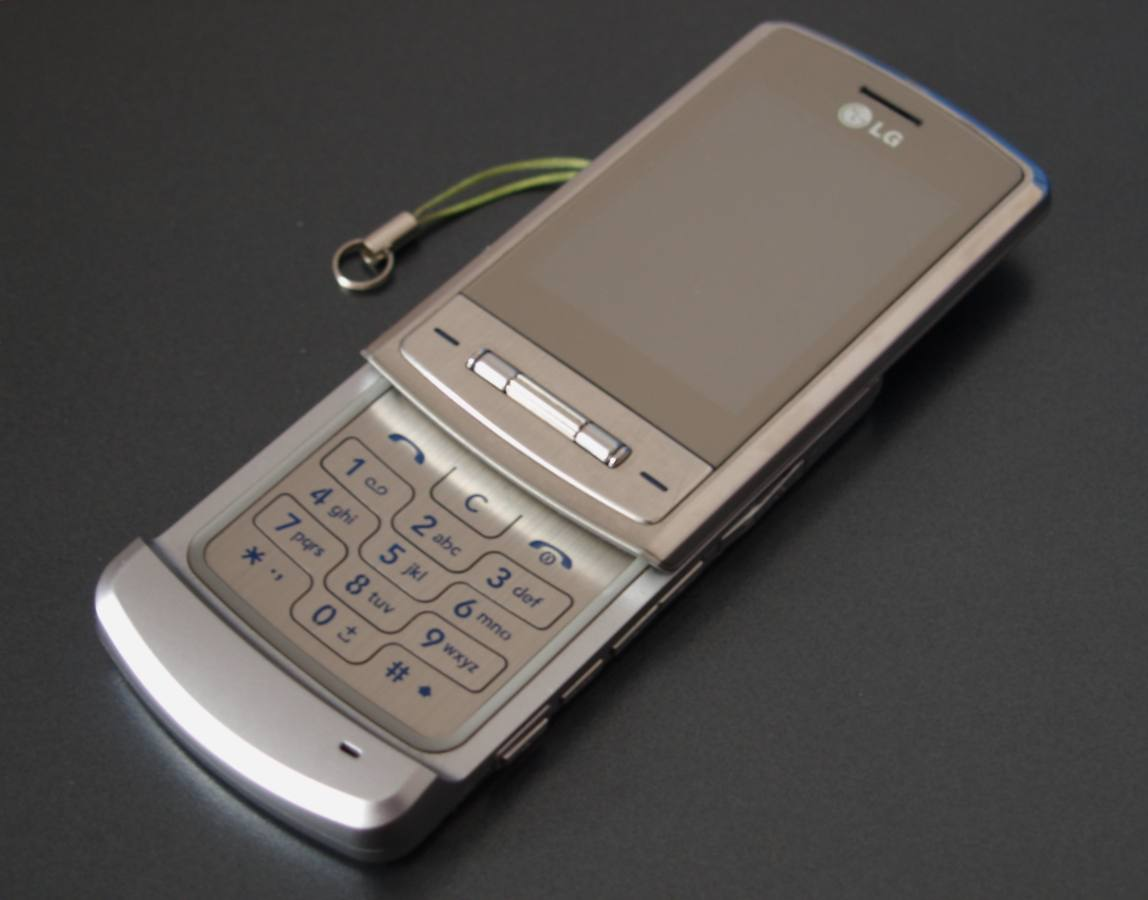
Přední strana
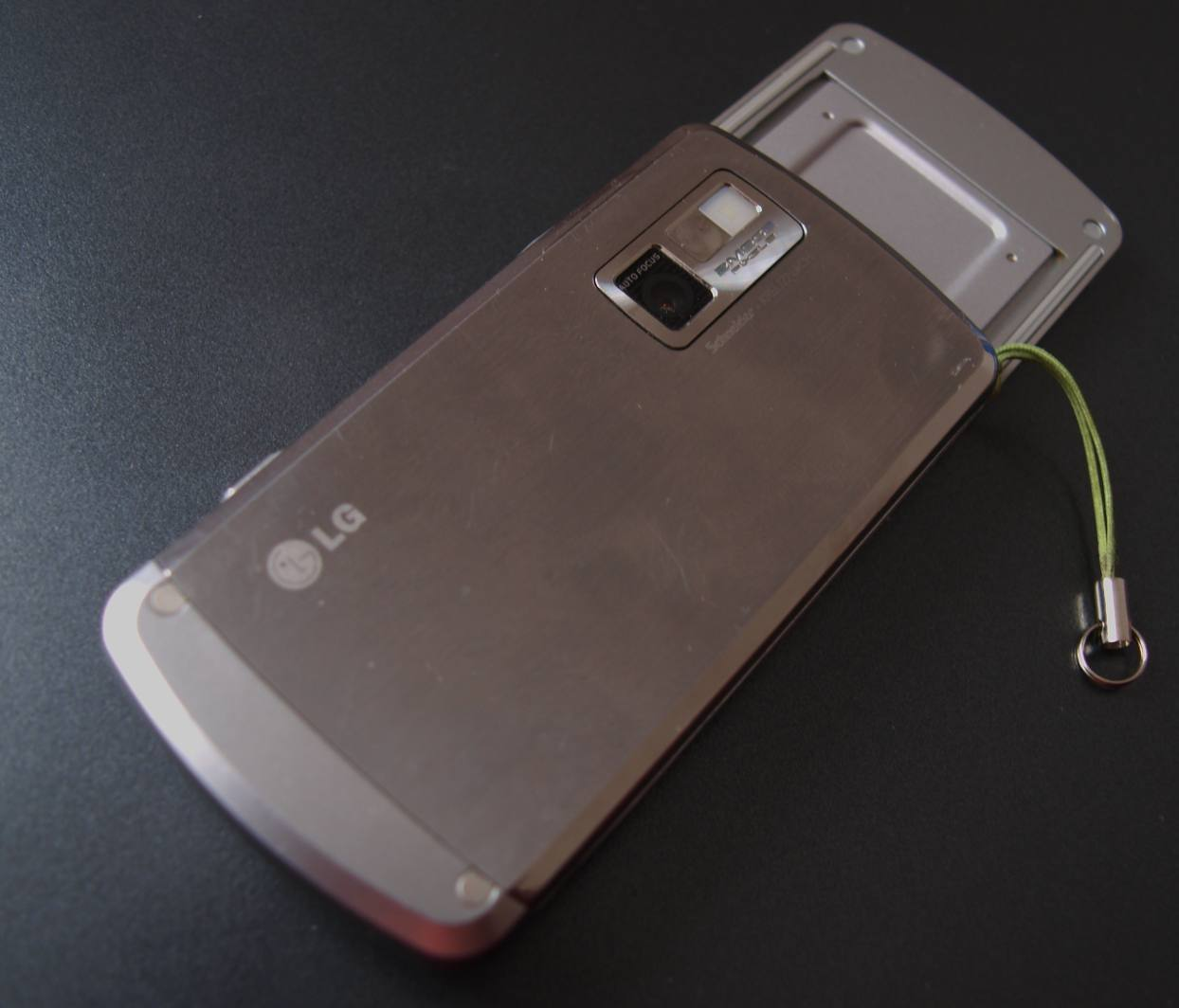
Zadní strana